# Асунская волость
А́сунская во́лость (латыш. Asūnes pagasts) — одна из 26 территориальных единиц Краславского края Латвии. Граничит с Дагдской, Кеповской, Робежниекской, Константиновской и Сваринской волостями своего края. Административным центром волости является село Асуне (ранее Осуны).